# ابابیل

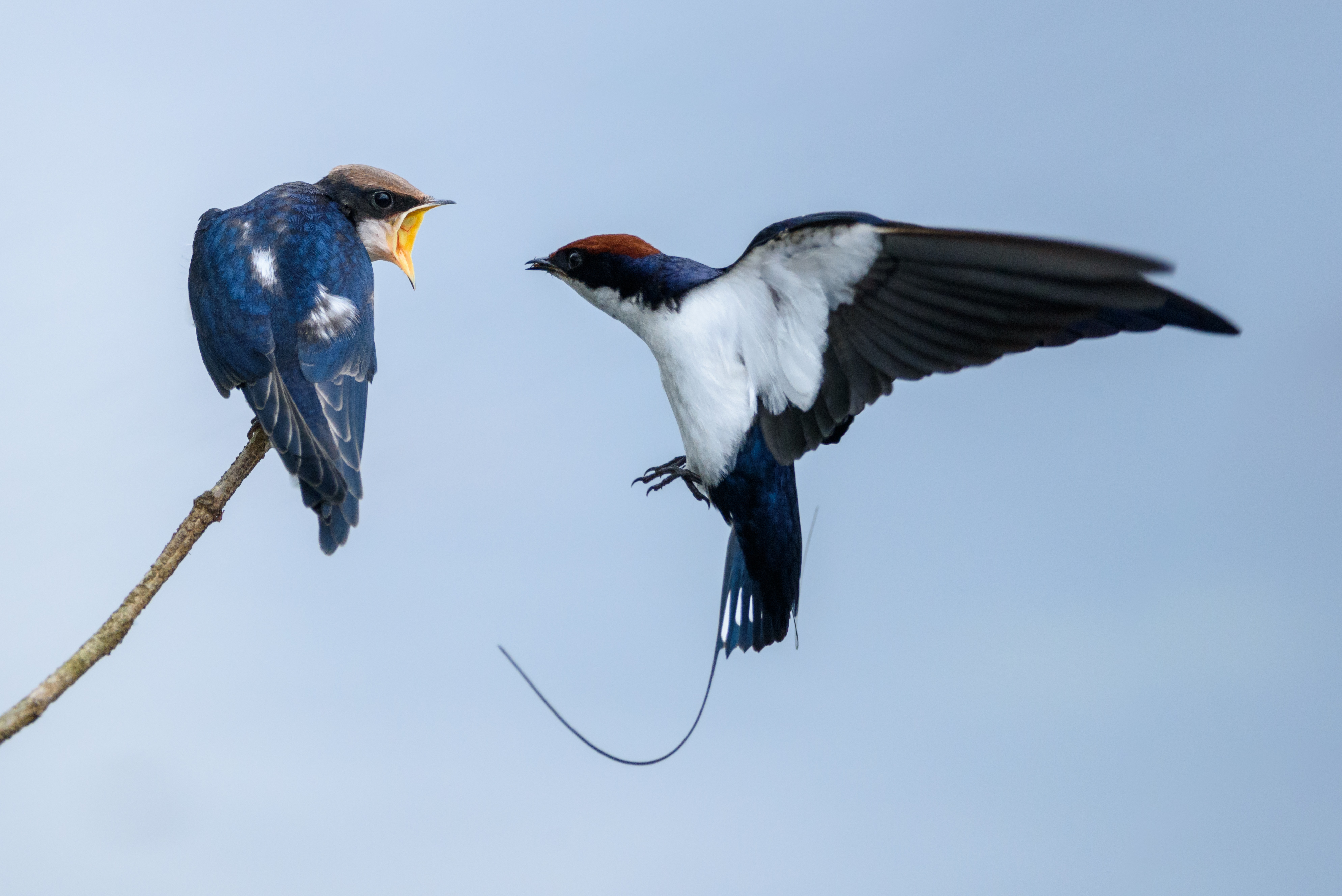
ابابیل

داستان ابابیل یکی از قصه‌های باستانی است که در قرآن کتاب مقدس مسلمانان به آن اشاره شده است.
ابابیل پرنده‌ای کوچک است که در قرآن کتاب دینی مسلمانان از آن یاد شده است که به دستور خداوند برای نابودی سپاه ابرهه که برای خراب کردن کعبه رفته بود در آسمان پدیدار شد و با پرتاب سنگ، سپاه ابرهه را نابود کرد.
این واژه، تنها یک بار در سورهٔ فیل که به داستان یورش سپاه فیل به مکّه و نابودی آن‌ها به‌وسیله گروهی از پرندگان پرداخته، به کار رفته‌است:
وَأَرْسَلَ عَلَیْهِمْ طَیْرًا أَبَابِیلَ
[خدا] بر سر آن‌ها دسته دسته پرندگانی را فرستاد
لغویان، مورّخان و مفسّران، در رابطه با ریشه و معنای این واژه و چگونگی پرندگانی که این مأموریت را انجام دادند، هم نظر نیستند. برخی آن را از قصه ها و افسانه های بین النهرینی می دانند و  برخی معتقدند ابابیل نام یک پرنده است که بسیار شبیه به پرستو است و لانه خود را از سنگ‌های کوچک و گِل میسازد. در مناطق شمالی ایران بسیار مشاهده شده‌است.

## ریشهٔ واژه
به نظر گروهی از لغت‌شناسان چون ابوعبیده، فرّاء و جوهری، «ابابیل»، مانند کلمات شماطیط، عبابید و شعالیل جمعی است که مفرد ندارد. عدّه‌ای دیگر، کلماتی را مفرد «ابابیل» دانسته‌اند، مانند:
1. اِبَّول مانند عِجَّول (مفرد عجاجیل)[۳]
2. اِبِّیل مانند سِکّین (مفردسکّاکین)[۵]
3. اِیْبال مانند دینار (مفرد دنانیر)[۳]
4. اِبّال مانند دِنّار (مفرد دنانیر).[۵]
5. اِبّاله[۶]
6. اِباله[۵]
7. آبله[۷]
8. اباپیل = یعنی با پیل ، با فیل

## معنای ابابیل
برخلاف آنچه جاافتاده، ابابیل نام آن پرندگان نیست بلکه معنای وصفی دارد. به نظر ابن سیّده، ابابیل به معنای گروه‌ها و دسته‌هایی از پرندگان*، اسبان و شتران است.
ابن عباس آن را به معنای «دسته دسته» می‌داند. ابابیل، هم‌چنین به معنای «زیاد»، «گروه متفرّق»، «جمعیّت‌های بزرگ»، «جمعیّت‌ها»، «بعضی به دنبال بعض»، «جماعت‌هایی متفرّق از این‌جا و آن‌جا» و «رنگ‌های گوناگون» دانسته شده‌است.
به نظر مصطفوی، بعید نیست که اصل در مادّه «أب‌ـل» به معنای تحمّل سختی، بردباری و مقاومت، وابل (شتر) نیز یکی از مصادیق این معنا باشد، و شاید ابابیل هم وصف پرنده‌ای با همین ویژگی‌ها باشد و «طیراً أبابیل»، یعنی پرندگان گروه گروه، قوی، مقاوم و صبور.
آرتور جفری می‌گوید: واژهٔ «ابابیل» ربطی به پرندگان ندارد؛ بلکه نام یک بلا است، گذشته از آن، این کلمه از «ابیله» به معنای «تاول» گرفته شده‌است.
اشپرنگل خیلی پیش‌تر در ۱۹۷۴ میلادی میان این واژه و بیماری آبله، رابطه‌ای را حدس زده بود و آن را مشتق از «اَب» به معنای «پدر» و «ابیل» به معنای «نوحه و ندبه» می‌پنداشت و می‌گفت: ایرانیان، واژهٔ «ابیله» را به معنای آبله به کار می‌برند. این نظریّه را روایات موجود که می‌گوید: لشکریان ابرهه به بیماری آبله دچار و نابود گشتند، تأیید می‌کند؛ امّا مشکل، اثبات فارسی بودن آن است، زیرا آبله در زبان فارسی، خود دخیل از عربی و بی‌تردید از همین آیه گرفته شده‌است.

## شکل و نوع پرنده
در این که این پرنده به چه شکلی بوده و چگونه مأموریّت خود را در نابودی اصحاب فیل انجام داده، آرای گوناگونی وجود دارد:
عایشه می‌گوید: ابابیل شبیه خطاطیف (پرستوها) هستند و نیز گفته شده: آن‌ها شبیه وطاویط (خفّاش‌های سرخ و سیاه) بودند.
ابوسعید خدری، کبوتران حرم (مکّه) را از نسل ابابیل می‌داند ولی بُروسَوی در درستی کلام او تردید می‌کند چرا که به گفتهٔ برخی، ابابیل، شبیه زرازیر (سارها) هستند که در اطراف باب ابراهیم مسجدالحرام وجود دارند.
عکرمه می‌نویسد: آن‌ها سرهایی چون درندگان داشتند که پیش از آن دیده نشده بود و پس از آن نیز دیده نشد.
طبری به نقل از ابن‌عبّاس می‌گوید: آن‌ها پرندگانی بودند که از دریا خارج شده یا از سوی دریا آمده بودند. سفید یا سیاه یا سبز رنگ بودند و منقاری چون پرندگان و چنگال‌هایی همانند سگان داشتند.
ابوالجوزا عقیده دارد که خداوند در همان وقت، آن‌ها را در آسمان پدیدآورد. و ابن مسعود آن‌ها را پرندگانی می‌داند که صیحه می‌کشیدند و بر اصحاب فیل، سنگ* می‌افکندند. خداوند طوفانی فرستاد که آن سنگ‌ها را با شدّت بر آنان می‌کوبید.
ابوالفتوح رازی از ابومسعود نقل می‌کند: آن مرغان به شکل منج انگبینند (زنبورعسل) و در منقار هر یکی، سنگی است. هر گروهی را یکی مرغ، در پیش ایستاده، سیاه سر، دراز گردن، سرخ منقار. بیامدند این مرغان و گرد لشکرگاه ابرهه درآمدند. چون ایشان صف برکشیدند و آهنگ کعبه کردند، هر مرغی از ایشان، آنچه در منقار داشت، بینداخت. بر هر سنگی نام صاحب او نوشته شده بود. بر هر یکی که سنگ او، بر او زدند، بر سرش آمد و از زیرش بیرون آمد و اگر بر پشتش افتاد، به سینه‌اش بیرون آمد و اگر بر سینه‌اش آمد، بر پشتش بیرون رفت تا همه بر جای بمردند.
به گفتهٔ ابن‌هشام، خداوند پرندگانی همانند پرستو را از دریا بر آن‌ها فرستاد که هر یک سه سنگ با خود حمل می‌کردند: یک سنگ در منقار و دو سنگ در پاهایشان بود. سنگ‌ها به اندازه نخود و عدس بود و به محض برخورد به اصحاب فیل، آن‌ها را نابود می‌کرد.
فخر رازی پس از نقل صفات متعدّدی که برای پرندگان بیان شده، می‌گوید: از آن جا که این پرندگان دسته دسته بودند، شاید هر دسته شکلی داشته و هر کسی آنچه را که دیده وصف کرده‌است.
از محمّد بن عبداللّه در وصف این پرنده روایت شده: مرغی بین آسمان و زمین است که لانه دارد و تخم می‌گذارد.
ابومریم از محمد باقر روایت می‌کند: هر پرنده سه سنگ در چنگال و منقار خود داشت. سنگ‌ها را بر روی لشکریان ریختند که بر اثر آن در میان آن‌ها، مرض آبله پدید آمد؛ پس خداوند نیز به وسیله آن‌ها، نابودشان ساخت و پیش از آن «آبله» در آن‌جا دیده نشده بود.
از جعفر صادق در این باره نقل شده: از اصحاب فیل، یک نفر بیش‌تر باقی نماند که فرار کرد. او در حالی که مشغول نقل واقعه برای مردم بود، سرش را بالابرد و گفت: این از همان پرندگان است؛ آن‌گاه آن پرنده [که مأمور تعقیب او بود] بالای سر او قرار گرفت و سنگی را رها کرد که از زیر او خارج‌شد. بعضی این شخص را خود ابرهه دانسته‌اند که هنگام نقل واقعه برای پادشاه حبشه با آن عذاب نابود شد.

## نام کتاب‌ها
1. اعلام قرآن
2. التحقیق فی کلمات القرآن الکریم
3. تفسیر روح‌البیان
4. تفسیر القمی
5. التفسیر الکبیر
6. تفسیر نمونه
7. جامع‌البیان عن تأویل آی القرآن
8. الجامع لأحکام القرآن
9. قرطبی
10. الدرّالمنثور فی التفسیر بالمأثور
11. روان جاوید در تفسیرقرآن مجید
12. روح‌المعانی فی‌تفسیر القرآن العظیم
13. روض‌الجنان و روح‌الجنان
14. السیرة النبویّه، ابن‌هشام
15. الصحاح
16. عرائس المجالس فی قصص الانبیاء
17. الکافی
18. لسان‌العرب
19. معانی القرآن
20. النکت و العیون، ماوردی
21. واژه‌های دخیل در قرآن مجید